# گونتر کوتوفسکی
گونتر کوتوفسکی (انگلیسی: Günter Kutowski؛ زادهٔ ۲ اوت ۱۹۶۵) بازیکن فوتبال اهل آلمان است.
از باشگاه‌هایی که در آن بازی کرده‌است می‌توان به باشگاه فوتبال پادربورن، باشگاه فوتبال روت‌وایس اسن، و باشگاه فوتبال بروسیا دورتموند اشاره کرد.